# Piletosoma caeruleonigra
Piletosoma caeruleonigra is een vlinder uit de familie van de grasmotten (Crambidae). De wetenschappelijke naam van deze soort is voor het eerst voorgesteld als Nacoleia caeruleonigra door William Schaus in een publicatie uit 1912.
De soort komt voor in Costa Rica.